# Euphorbia piscatoria
Euphorbia piscatoria, de nome comum figueira-do-inferno, é uma planta do género Euphorbia, da família Euphorbiaceae.
Apresenta-se como um arbusto suculento com até 1,75 metros de altura, com caules bastante ramificados e folhas dispostas no ápice dos ramos.
As folhas desta planta apresentam-se linear-lanceoladas ou linear-oblongas, de 2,5 a 7 centímetros, glaucas, sésseis, caducas no Verão.
As flores desta eufórbia são pequenas de cor amarelo-esverdeada e reunidas numa inflorescência umbelada simples ou composta. Os frutos lisos, avermelhados.
Trata-se de uma espécie endémica da ilha da Madeira, bastante comum, que constitui comunidades de substituição do zambujal madeirense (Euphorbietum piscatorae). Surge também na ilha de Porto Santo e nas ilhas Desertas.
Esta planta apresenta floração de Janeiro a Agosto.
Ao longo dos tempos a seiva desta planta foi utilizada pelos pescadores para atordoar o peixe.